# Jean Perrottet
Pour les articles homonymes, voir Perrottet.
Jean Perrottet, né le 31 mai 1925 à Paris et mort le 26 février 2021 à Montreuil, est un architecte français célèbre pour ses restructurations des théâtres parisiens depuis les années 1960, en collaboration avec Valentin Fabre.

## Biographie
Jean Perrottet est issu d'un milieu modeste, avec une mère ouvrière et un père chauffeur. Après s'être engagé à l'été 1944 dans l'Armée française de la Libération, il entreprend, sur les conseils d'amis, ses études d'architecture de 1947 à 1954 à l'École nationale supérieure des beaux-arts de Paris auprès de Guy Lagneau. Il se joint à Jacques Allégret, Jean Tribel, Paul Chemetov et Georges Loiseau pour fonder en 1960 l'Atelier d'urbanisme et d'architecture (AUA), une manière de phalanstère engagé politiquement et sociologiquement à gauche. Il est récompensé par le prix de l'Équerre d'argent en 1960.
Jean Perottet se spécialise alors dans les projets d'architectures publiques, principalement culturelles (théâtres et maisons de la culture). Avec Valentin Fabre, il est considéré comme l'architecte qui a « révolutionné » les salles de théâtre en France lors de la démocratisation de l'accès à la culture au plus grand nombre avec les actions successives d'André Malraux puis de Jack Lang entre 1960 et 2000. L'archétype de leur travail est la restructuration totale du vieux théâtre Sarah-Bernhardt en théâtre de la Ville avec des gradins en béton entièrement frontaux à la scène, sans vision partielle.

## Principales réalisations
- Théâtre de la Ville à Paris, 1967-1968
- Théâtre national de Chaillot à Paris, 1973-1975
- Théâtre du Vésinet, 1975
- Théâtre de l'Agora à Évry, 1975
- Théâtre de la Commune à Aubervilliers, 1975-1976
- Salle des congrès du Mans, 1979-1981
- Théâtre de Sartrouville, 1982-1986
- Théâtre national de la Colline à Paris, 1983-1988
- L'Avant-Seine, théâtre de Colombes, 1988-1991
- Théâtre des Gémeaux à Sceaux, 1991-1994
- Théâtre municipal d'Angoulême, 1994-1997
- Pôle culturel de La Seyne-sur-Mer, 2006